# 호라티우스

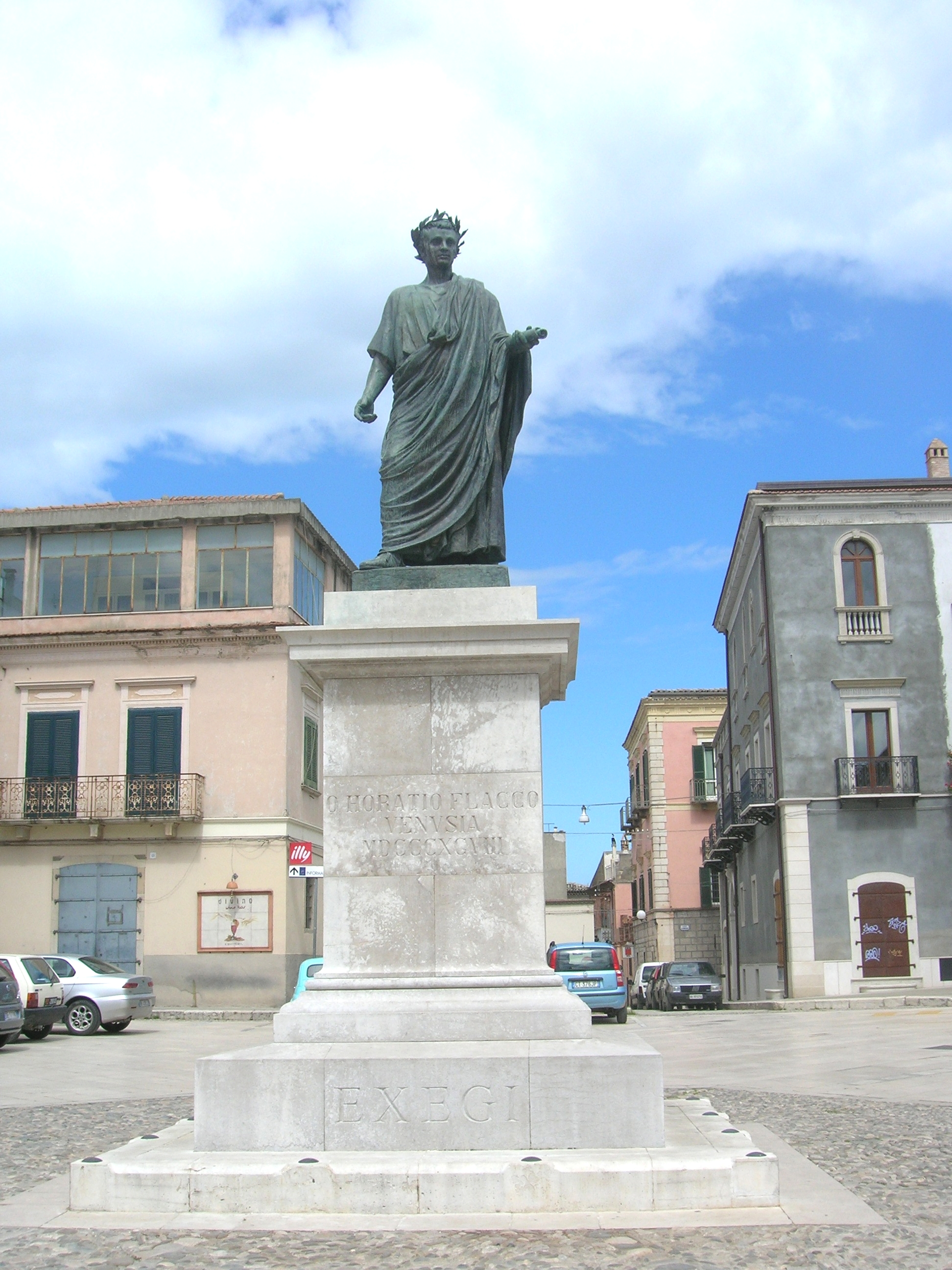
이탈리아 남부 베노사에 있는 호라티우스의 동상.

퀸투스 호라티우스 플라쿠스(Quintus Horatius Flaccus, 기원전 65년 12월 8일 - 기원전 8년 11월 27일)는 고대 로마 공화정 말기의 시인이다.

## 생애
호라티우스의 출신 가문은 정확히 알려져 있지 않다. 아마 그의 아버지는 노예에서 해방된 자유신분(libertinus)으로서 로마 자유시민권을 가진 여인과 결혼한 것으로 보인다. 호라티우스는 어린시절부터 아버지로부터 세심한 교육을 받았으며, 기원전 45년에 당시 문화와 예술의 중심지인 고대 그리스의 아테네에 유학하여 고대 그리스 철학과 문학을 공부한다. 이 시기에 그는 역시 고대 그리스 문화를 사랑하는 마르쿠스 브루투스와 친교를 맺게되어 그를 따라 소아시아 지방에서 여러 전투에 참가한다. 기원전 약 40년을 전후로 호라티우스는 로마로 돌아와 젊은 문학자와 사귀면서, 특히 베르길리우스의 주선으로 당시의 로마의 문학 애호가이자 부호인 가이우스 마이케나스(Gaius Maecenas)에게 소개된다. 이 만남은 호라티우스가 사망할 때까지 깊은 우정관계로 발전한다. 특히 마이케나스는 호라티우스에게 기원전 32년 사비나 농장을 선물함으로써, 여기서 호라티우스는 경제적 어려움에서 완전히 해방되어 시 창작에 열중하게 된다.

## 같이 보기
- 가이우스 루킬리우스

## 읽어 보기
원전
- Q. Horatii Flacci Opera, 편집 D. R. Shackleton Bailey, 1995 Stuttgart.

해설서
- Eduard Fraenkel, Horace, 1957 Oxford.

번역본
- 호라티우스 지음, 김남우 옮김, 카르페 디엠(제1권)/소박함의 지혜(제2권), 민음사, 2016 -라틴어 원전 번역